# Diamond District
Le Diamond District (littéralement « quartier des diamants ») est un quartier de New York situé sur la 47e Rue entre la Cinquième Avenue et l'Avenue des Amériques (Sixième Avenue) au cœur de Midtown Manhattan. 
Le quartier se situe un block au sud du Rockefeller Center, et trois blocks au sud du célèbre Radio City Music Hall, situé sur la Sixième Avenue, et de la Cathédrale Saint-Patrick, située quant à elle sur la Cinquième Avenue. 
Le Diamond District tire son nom des nombreuses bijouteries qui sont situées dans le quartier, et qui en font l'un des principaux centres de l'industrie globale des bijoux et de diamants au monde, aux côtés de ceux de Londres, d'Anvers, (historique bien que sur le déclin), de Bombay (dont l'influence est croissante) ou encore de Johannesbourg à proximité des mines. Mais le quartier est aussi l'un des principaux lieux de vente de bijoux de la ville. 90 % des diamants qui circulent aux États-Unis sont entrés sur le territoire par New York.
Le film Uncut Gems des frères Safdie est l'un des rares à avoir été tournés sur place, dans ce monde très fermé et difficile d'accès. Auparavant, seuls Marathon Man de John Schlesinger et Une étrangère parmi nous de Sidney Lumet avaient "réussi de manière incidente à filmer ce quartier".